# موسیقی در یمن

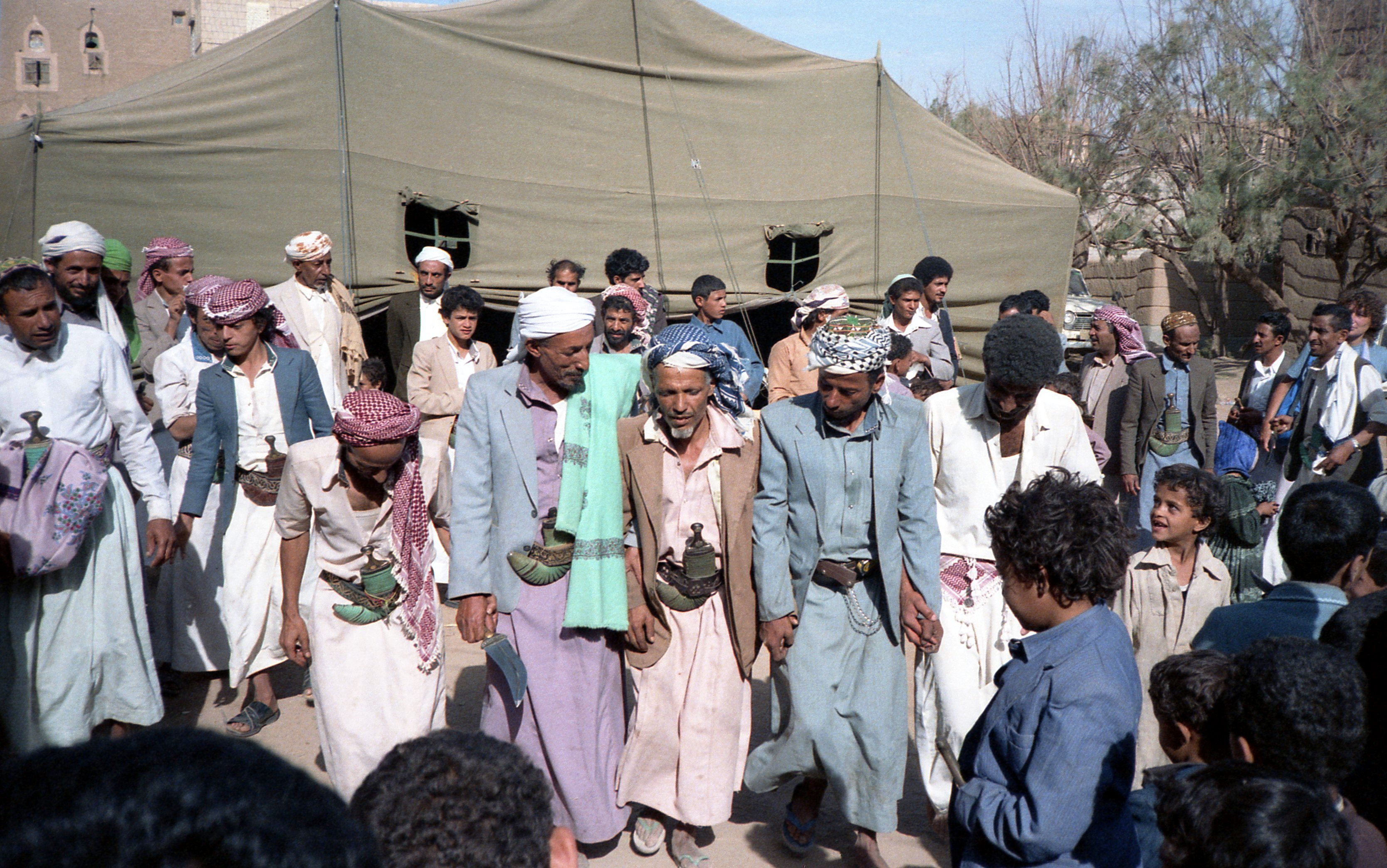
رقص در صعده

یمن کشوری در شبه جزیره عربستان است و موسیقی یمن در خارج از کشور در درجه اول با مجموعه ای از ستاره‌های محبوب پان‌عرب و یهودیان یمنی که در سده بیستم به ستاره موسیقی در اسرائیل تبدیل شدند، شناخته می‌شود. در جهان عرب، یمن از مدت‌ها قبل پایتخت فرهنگی بوده‌است.
سرود ملی یمن " جمهوری متحد " است که توسط عبدالله "الفاضول" عبدالوهاب نعمان نوشته شده‌است.
یونسکو آیین آوازهای شاعرانه صنعا، به نام الغینه الصنعانی را در ۷ نوامبر ۲۰۰۳ در میان شاهکار شفاهی و ناملموس بشریت قرار داد.

## موسیقی بومی
موسیقی بومی یمنی معمولاً در خانه، در اتاقی که مافراج نامیده می‌شود و پنجره‌ای در بالای آن است، و در حالی که نوزاندگان در حال جویدن قات که نوعی برگ محرک روانی خفیف است، اجرا می‌شود. این شکل از اجرا از شعر آواز استفاده می‌کند و هوماینی نامیده می‌شود. این آیین به سده ۱۴ میلادی برمی‌گردد. احمد فتحی و اسامه العطار، دو تن از نامدارترین موسیقیدانان یمنی هستند. سبک هوماینی شهری که در پایتخت یمن به آواز صنعانی شناخته می‌شود، مشهورترین نوع هماینی امروزی است . جامعه بزرگ یمنی-ولزی در کاردیف و دیگر شهرهای بزرگ ولز وجود دارد؛ بنابراین موسیقی محلی یمن به بخشی اصلی از صحنه موسیقی ولز نیز تبدیل شده‌است.

## موسیقی رپ
فرهنگ رپ و هیپ هاپ از اوایل سال ۲۰۰۵ وجود داشته‌است اما تنها در سال ۲۰۰۸ و زمانی که هیپ‌هاپ در یمن جهشی رو به جلو انجام داد و در میان جوانان، به ویژه در صنعا و عدن، گسترش پیدا کرد، به محبوبیت گسترده‌ای دست یافت.
گسترش هیپ هاپ در یمن اغلب با تأثیر حجاج عبدالقاوی مساعد (که همچنین با نام Hagage Masaed یا معروف به "AJ" نیز شناخته می‌شود) که رپ‌کن آمریکایی-یمنی بود که ساخت موسیقی را از سال ۱۹۹۷ آغاز کرده بود، شناخته می‌شود. اگرچه او در ایالات متحده رشد کرده بود اما با پرداختن به موضوعات بومی و آمیختن زبان موسیقایی یمنی، مخاطبان یمنی زیادی پیدا کرد. وی همچنین نقش مهمی در تبلیغ درک رپ به عنوان ابزاری برای انجام تغییر ایفا کرده‌است.یکی از عوامل مؤثر در توسعه موسیقی یمن ایجاد خانه موسیقی یمن در سال ۲۰۰۷ است که سرمایه‌گزاری‌هایی برای توسعه صحنه موسیقی معاصر فراهم می‌کند. در سال ۲۰۰۹، اولین جشنواره عمومی رپ یمن با حمایت مالی نمایندگی‌های خارجی فرانسه و آلمان برگزار شد.